# Assedio di Baghdad (1821)
L'assedio di Baghdad fu uno scontro militare nell'ottobre del 1821 tra l'esercito Qajar, guidato da Muhammad Ali Mirza, che attaccò la città di Baghdad e l'Impero ottomano in difesa, sotto il comando provinciale di Davud Pasha .

## Assedio
Davut Pasha attaccò le terre dell'Iran settentrionale ma fallì. Infuriato per questo , Feth Ali Shah dichiarò guerra agli Ottomani nel 1821. Nominò Muhammad Ali Mirza su questo fronte e gli diede un esercito di 40.000 uomini. Inizialmente, Muhammad Ali Mirza attaccò Sulaymaniyah e Kirkuk e progettò di marciare su Baghdad dopo aver catturato questi luoghi. Per legittimare i suoi attacchi in linea con questo obiettivo, Muhammad Ali Mirza cercò di mantenere l'amministrazione ottomana a Baghdad e gli amministratori nel distretto di Baban sotto pressione politica. Il governatore di Baban, Mahmud Pasha, era in prima linea in queste. Gli atteggiamenti dei governatori in questo distretto, che avevano causato problemi tra gli stati ottomano e iraniano per lungo tempo, continuano a creare problemi simili oggi. Il principe Muhammed Ali Mirza dichiarò che il governatore di Baban, Mahmut Pasha, avrebbe dovuto essere al servizio dell'Iran e che avrebbe dovuto fare pressione su Mahmut Pasha affinché la popolazione della regione lo sostenesse, e implicitamente minacciava tutti a questo proposito.A partire dall'ottobre 1821, le tensioni aumentarono a Kirkuk e a Suleymaniye e le forze inviate nella regione da Muhammed Ali Mirza, che aveva anche catturato Abdullah Pasha, uno degli ex pascià di Baban, invasero Suleymaniye. Mentre i sudditi si rifugiarono nel castello di Kirkuk, gli amministratori fuggirono a Erbil per la paura. Il principe Muhammed Ali Mirza, che attaccò Kirkuk e Suleymaniye, era consapevole che non c'era potenza nella regione che potesse resistergli. Anche Istanbul lo sapeva e per questo motivo cercò di inviare truppe nella regione per rinforzare Baghdad.Tuttavia, in quel periodo si verificò uno sviluppo inaspettato che avrebbe cambiato il corso dei conflitti sul fronte. Muhammad Ali Mirza inviò ambasciatori al governatore di Baghdad, Davut Pasha, il 6 novembre 1821, per ridurre la tensione nella regione e porre fine ai conflitti negoziando un cessate il fuoco. Davut Pasha rispose all'invito degli ambasciatori e permise lo sviluppo di un dialogo con Muhammad Ali Mirza e gli inviò ambasciatori. Tuttavia, c'era una ragione per questo perché Muhammad Ali Mirza era malato. Di conseguenza, i 23 corpi del principe Muhammad Ali Mirza, morti a causa dell'epidemia vicino a Kızılrabat, furono portati a Kermanşahan. Tuttavia, dopo la fine della guerra, il governatore di Baghdad, Davut Pasha, fece un gesto e seppellì il corpo a Baghdad con la cura necessaria.